# 井龙街道
井龙街道，中华人民共和国湖南省株洲市石峰区下属的一个街道。

## 建制沿革
- 2005年，石峰区区划调整，析田心街道置井龙街道。

## 行政区划
井龙街道下辖2个社区、6个村委会：
- 新民社区、樟树下社区
- 井龙村、茅塘村、新明村、荷花村、袁家冲村、横石村